# سایمون برد
سایمون برد (انگلیسی: Simon Bird؛ زادهٔ ۱۹ اوت ۱۹۸۴) بازیگر، کمدین، فیلم‌نامه‌نویس، بازیگر سینما، بازیگر تلویزیون و کارگردان فیلم اهل بریتانیا است.
او کارگردانی فیلم بلند Days of Bagnold Summer را با حمایت Creative England و مؤسسه فیلم بریتانیا بر عهده داشت.
از فیلم‌ها یا برنامه‌های تلویزیونی که وی در آن نقش داشته‌است می‌توان به نگاه عشق اشاره کرد.